# Paris Lee
Paris Lee (Maywood, Illinois, 20 de abril de 1995) es un baloncestista estadounidense que pertenece a la plantilla del UNICS Kazan de la VTB United League. Con 1,83 metros de estatura, juega en la posición de base.

## Trayectoria deportiva

### Universidad
Jugó cuatro temporadas con los Redbirds de la Universidad Estatal de Illinois, en las que promedió 9,4 puntos, 2,7 rebotes, 3,7 asistencias y 1,8 robos de balón por partido. En su última temporada fue incluido en el segundo mejor quinteto de la Missouri Valley Conference y elegido además Jugador del Año y mejor jugador defensivo de la conferencia.

### Profesional
Tras no ser elegido en el Draft de la NBA de 2018, firmó su primer contrato profesional con los Antwerp Giants de la PBL belga. En su primera temporada promedió 9,8 puntos y 4,5 asistencias por partido, lo que le valió para ampliar su contrato hasta el año 2020. En su segunda temporada promedió 11,5 puntos y 5,2 asistencias por partido, que le valieron para ser elegido MVP de la liga belga.
En julio de 2020, firma con el Orléans Loiret Basket de la Ligue Nationale de Basket-ball.
El 14 de julio de 2021, firma por el AS Mónaco Basket de la Ligue Nationale de Basket-ball.
El 1 de julio de 2022 firmó con el Panathinaikos B.C. de la A1 Ethniki griega.
El 20 de julio de 2023, firmó un contrato por 2 temporadas con el ASVEL Lyon-Villeurbanne de la LNB Pro A. 